# Clavipanurgus gusenleitneri
Clavipanurgus gusenleitneri är en biart som beskrevs av Patiny 2004. Clavipanurgus gusenleitneri ingår i släktet Clavipanurgus och familjen grävbin. Inga underarter finns listade i Catalogue of Life.